# Walter Crickmer
Walter Raymond Crickmer (17. December 1899 i Wigan, Lancashire, England - 6. februar 1958 i München, Tyskland) var en engelsk tidligere klubsekretær og klubmanager fra Manchester United. Han blev klubsekretær i 1926. Derefter var han manager fra 1. april 1931 til 1. juni 1932, og igen 1. august 1937 til 1. februar 1945.
Han var gift med Nellie Robertson fra 1921 indtil hans død. Hun døde i 1967, ni år efter Walter Crickmers død. De havde en datter, Beryl, der er født i 1921.